# 篩部
篩部（師部、しぶ、英: phloem）とは、維管束植物（シダ植物や種子植物）の維管束を構成する2つの複合組織のうちの1つであり（もう1つは木部）、篩管（師管、しかん）や篩細胞組織、篩部繊維組織、篩部柔組織からなる。頂端分裂組織に由来する一次篩部（図1a）と、維管束形成層に由来する二次篩部（靭皮; 図1b）がある。篩部の主な機能は光合成産物など有機物の輸送であり（図1c）、また植物体の機械的支持や物質貯蔵などにも寄与している。維管束のうち、木部の管状要素は篩細胞であるのに対し、篩部の通道に関与する篩要素は生細胞である。

## 名前の由来
「篩部」の名は、篩管の隔壁（篩板）に多数の篩孔がある様子を篩（ふるい）に見立て、名付けられた。
しかし「篩」が当用漢字ではなかったことから、1956年に文部省が編纂した『学術用語集 植物学編』で代用として「師部」の表記が用いられた。ただし、「篩」は「当用漢字以外の漢字でも日本植物学会で学術用語のなかに使いたいと希望するもの」に該当し、本文では「師〖篩〗部」の表記が用いられた。1981年（昭和56年）には、当用漢字表は廃止されたが、「篩」が表外であるのは常用漢字表にも引き継がれ、1990年に文部省・日本植物学会 編の『学術用語集 植物学編（増訂版）』においても「常用漢字に書きかえると分かりにくい場合」に該当しながらも「師〖篩〗部」と表記される。中等教育ではこれに準じ、「師管」のような表記が用いられる。
ただし、「師」には「ふるい」の意味はないことから、「師」の書き換えはすべきでないという批判もあり、ほとんどの専門書・教科書では元の表記である「篩」が用いられる。
木（木本植物）において篩部は樹皮の内層に存在しており、篩部を意味する英語の phloem は樹皮を意味するギリシア語の φλοιός (phloios) に由来する。

## 構成
篩部は、篩要素（篩管要素や篩細胞）、篩部繊維、篩部柔細胞からなる。これらをまとめて篩部要素（しぶようそ、phloem element）という。

### 篩要素
篩要素（師要素、しようそ、sieve element）は管状の細胞であり、光合成産物などの有機物の通道に機能している（→#篩部輸送（篩部転流）を参照）。篩要素は生細胞ではあるが、核や液胞などの細胞小器官がしばしば退化しており、物質が通道しやすくなっている。またしばしば特殊な色素体をもつ。細胞壁はふつう一次壁のみで、二次細胞壁を欠き、やや厚く、リグニンを含むこともある。細胞間の物質輸送は、原形質連絡が拡大した篩孔（師孔、しこう、sieve pore）を通して行われる。篩孔の大きさは 1–15 μm（マイクロメートル）で、 分類群や位置によって異なり、裸子植物の篩細胞では 1 μm 程度であるが、被子植物の篩管要素の篩板では 14 μm に達する。篩孔において、原形質連絡の周囲はカロースが沈着している。篩要素の細胞表面には、多数の篩孔が集まって篩域（師域、しいき、sieve area）を形成している}。篩要素が機能するのはふつう数ヶ月程度であり（長年機能している例もある）、一定期間後または損傷した篩要素ではカロースがさらに沈着して篩孔は閉塞される。篩要素として、被子植物は篩管要素を、それ以外の維管束植物（シダ植物や裸子植物）は篩細胞をもつ。

#### 篩管要素
篩管要素（師管要素、しかんようそ、sieve tube element, sieve tube member; 篩管細胞〈師管細胞〉、しかんさいぼう、sieve tube cell）は、上下端で縦につながって篩管（師管、しかん、sieve tube）を形成している（図2a）。篩管要素どうしの上下の隔壁は篩板（師板、しばん、sieve plate）とよばれ、大型の篩孔（ときに直径 10 µm 以上）が集合した「篩（ふるい）」のような篩域が形成されている（図2b）。篩板における篩域の配置様式には多様性があり、細長い篩域が階段状に配置しているもの（例: シュウカイドウ）や不定形の篩域が集まっているもの（例: トウ属）は複合篩板 (ふくごうしばん、compound sieve plate) とよばれ、1個の大きな篩域をもつもの（例: カボチャ; 図2b）は単篩板 (たんしばん、simple sieve plate) とよばれる。篩管における物質輸送は、主に篩板を通して行われるが、ふつう側面にも篩域が存在する（側篩域）。ただしこのような篩域の篩孔は小さい。篩板は側壁に対して斜めのものからほぼ直角のものまである。

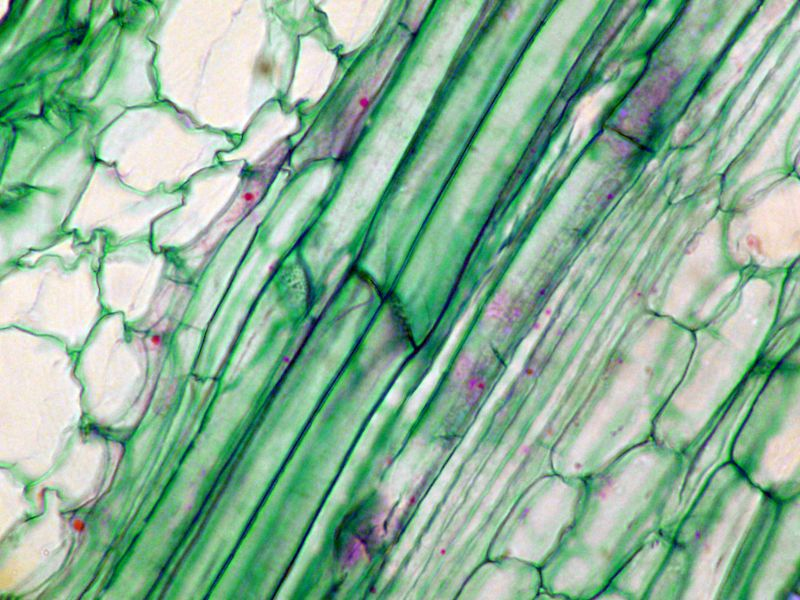
2a. カボチャ属（ウリ科）の篩部の縦断面: 中央付近に隔壁 (篩板) をもつ複数の篩管が見える。

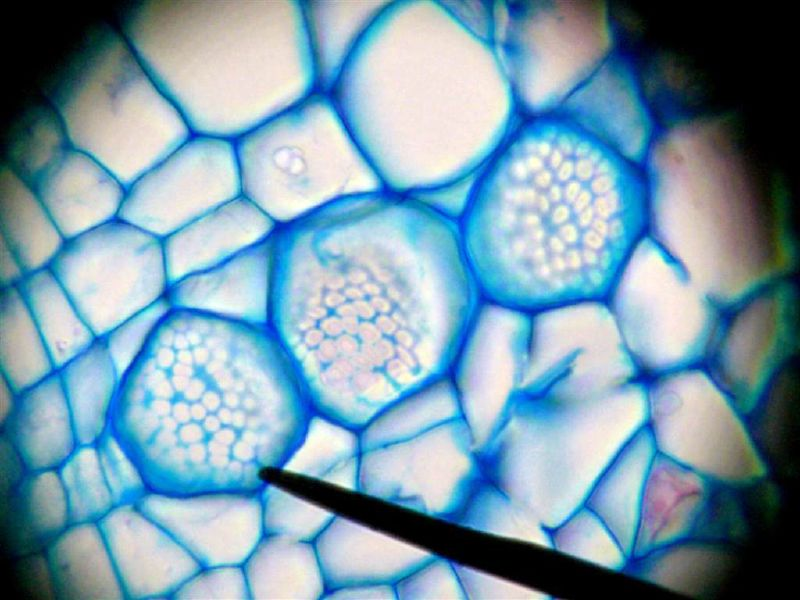
2b. カボチャ属（ウリ科）の篩管の横断面: 大きな篩孔が集まった篩板が見える。

篩管要素には、同一の母細胞から不等分裂によって形成された小型の細胞である伴細胞（はんさいぼう、ばんさいぼう、companion cell）が付随している。伴細胞は多数の原形質連絡（ときに原形質連絡が分枝）によって篩管要素とつながっており、糖などは伴細胞を介して篩管要素へ運ばれる。また伴細胞はタンパク質などを送ることで篩管要素の代謝を制御していると考えられている。被子植物の葉の維管束にある伴細胞は、篩部輸送における働きなどによって、通常の伴細胞（ordinary companion cell）、輸送細胞（ゆそうさいぼう、transfer cell）、中間細胞（ちゅうかんさいぼう、intermediate cell; 中継細胞）の3タイプに分けられる（#篩部輸送（篩部転流）も参照）。輸送細胞は細胞壁が細胞内部に向けて突起状に肥厚する。中間細胞は周囲の維管束鞘細胞と多くの原形質連絡を有し、数多くの小型の液胞を持つ。
篩管要素・篩管は、基本的に被子植物に特徴的な構造であるが、被子植物の中でアウストロバイレヤ科は篩管を欠く。伴細胞は被子植物と一部の裸子植物のみが持ち、シダ植物や針葉樹類は欠く。

#### 篩細胞
篩細胞（師細胞、しさいぼう、sieve cell）は一般的に篩管要素より細長く紡錘形であり、側面で互いに接して篩細胞組織（師細胞組織、sieve cell tissue）を形成している。篩板をもたず、細胞側面に散在する篩域を通して物質輸送が行われる。篩管にくらべて通道効率は低いと考えられている。篩細胞には伴細胞は付随していないが、裸子植物にはタンパク細胞 (albuminous cell) とよばれる細胞が篩細胞に付随しており（篩細胞と姉妹の関係にはない）、伴細胞と同様に篩細胞の機能を補助していると考えられている。篩細胞は、被子植物以外の維管束植物に存在する。
篩管要素と篩細胞の関係は、木部における道管要素と仮道管の関係に似ているため、篩管を道管状篩管（導管状篩管、どうかんじょうしかん、vessel form sieve tube)、篩細胞組織を仮道管状篩管（仮導管状篩管、かどうかんじょうしかん、tracheid form sieve tube）と呼んでいたこともある。

### 篩部繊維

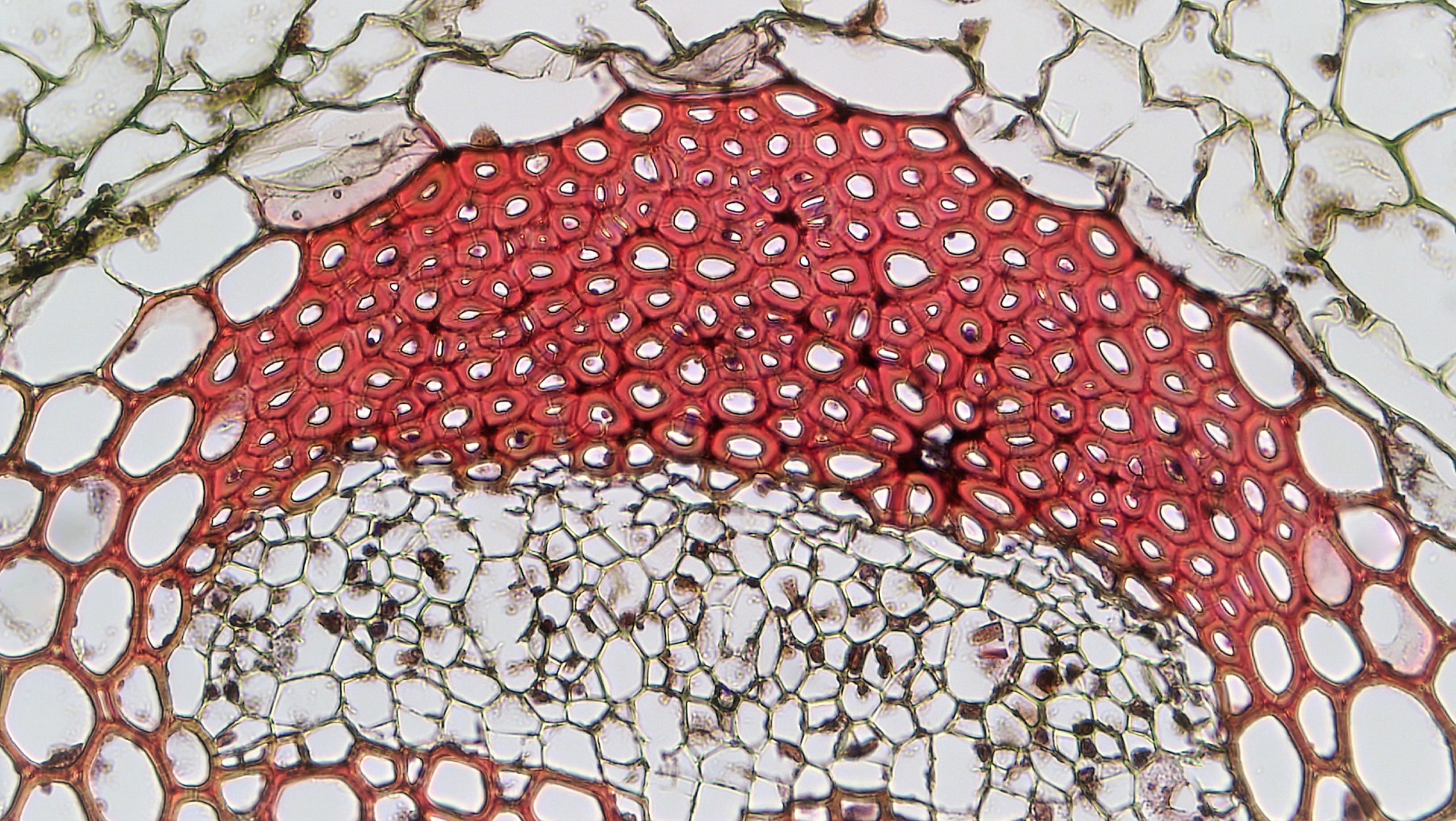
3. ヒマワリ（キク科）の茎の横断面: 中央下部は篩管と篩部柔組織、中央上部は篩部繊維組織を示す（赤く染色）。

篩部繊維（師部繊維、しぶせんい、phloem fiber）は発達した細胞壁をもつ細長い細胞であり、ふつう原形質を欠く死細胞である。篩部繊維は、集合して篩部繊維組織（師部繊維組織、しぶせんいそしき、phloem fiber tissue）を形成している（図3）。篩部繊維は厚膜細胞からなり、木部繊維などと共に、植物体の機械的支持に寄与している。篩部繊維は木部繊維にくらべて一般的に長く、またふつう壁孔は不明瞭である。長さはアサ（アサ科）で 1 cm、アマ（アマ科）で 2–4 cm、カラムシ（イラクサ科）では 22 cm に達する。これらの繊維は布や縄の原料として利用される（下記参照）。篩部繊維は、ふつう篩要素の外側に形成される（図3）。また維管束周辺に厚壁細胞が発達する種では、篩部繊維は発達しない（例: カボチャ、ウマノスズクサ）。この厚壁細胞は厚壁異型細胞（sclereid）であり、組織の保護と強化の役割を持つ。被子植物と一部の裸子植物以外では、ふつう篩部繊維は見られない。裸子植物のうち、モミ連 Abieteae を除く、多数の針葉樹類には二次篩部に篩部繊維と厚壁異型細胞が発達する。ブドウやサボテン科では、木部繊維のように内部に隔壁を生じ、隔膜繊維となることもある。

### 篩部柔細胞

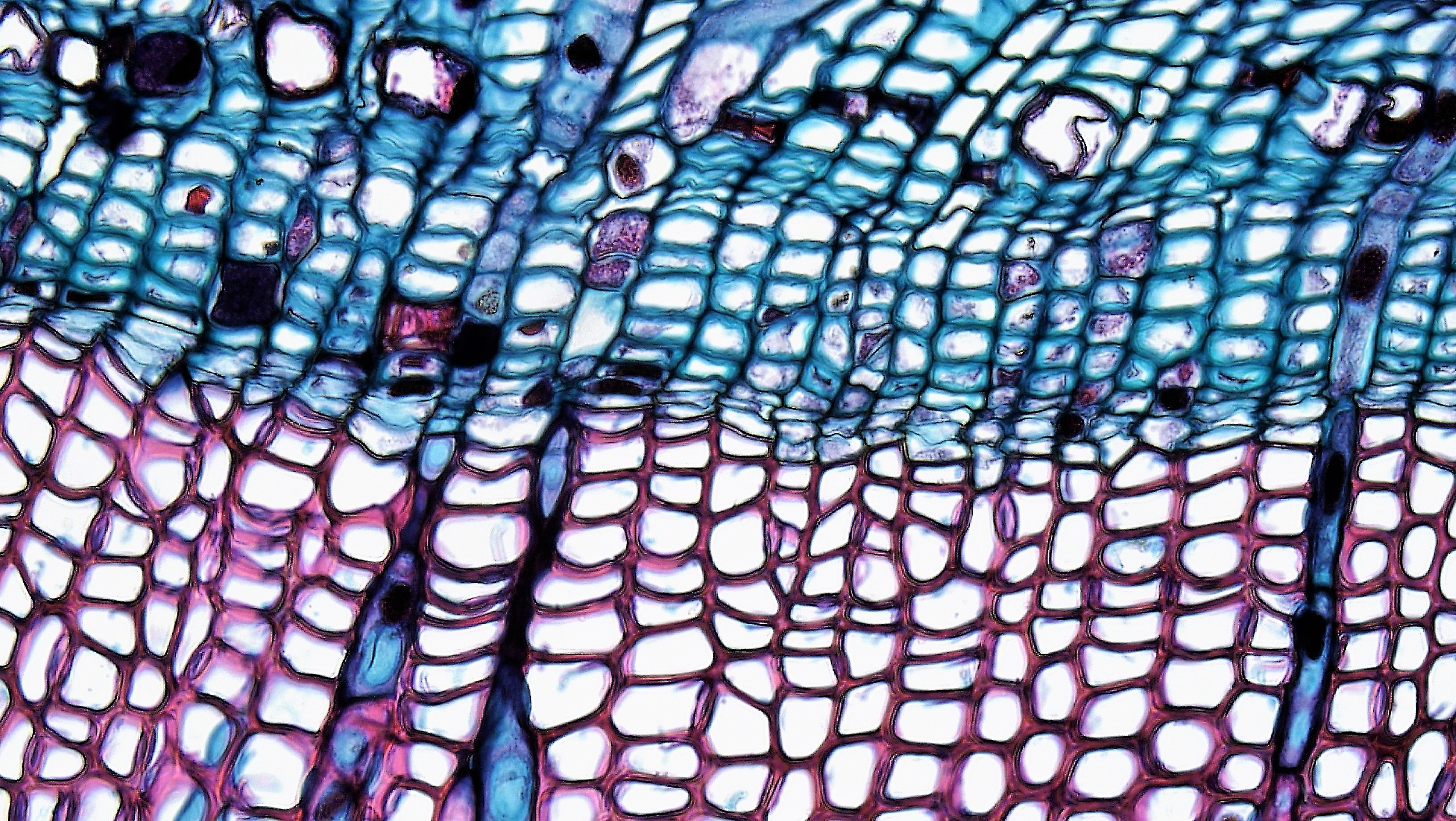
4. マツ属（マツ科）の茎の維管束横断面: 下側が二次木部 (細胞壁が赤く染色)、維管束形成層を挟んで上側が二次篩部（青色）であり、やや左と右端に木部から篩部へ縦に伸びる放射柔組織が見える（核が染色されている）。

篩部に存在する柔細胞は篩部柔細胞（師部柔細胞、しぶじゅうさいぼう、phloem parenchymatous cell）をよばれ、 集合して篩部柔組織（師部柔組織、しぶじゅうそしき、phloem parenchyma）を形成している。短柱状の薄膜細胞からなる。澱粉や脂肪などの有機養分の貯蔵などに働いている。タンニンや樹脂を貯蔵するものや分泌組織をもつこともある。乳液（latex; ゴム）を分泌する細胞は乳管（にゅうかん、laticifer）とよばれる。篩管や篩部繊維とは異なりすべての維管束植物が持つが、キンポウゲ科や単子葉類では篩部の内部ではなく周辺に分布する。
一次篩部（下記）では、篩部柔細胞は篩要素に付随して存在する。二次篩部（下記）の場合には、二次木部の柔組織と同様、長軸にならんだ細胞からなる軸方向柔組織 (axial parenchyma) と、放射方向に配列した細胞からなる放射柔組織 (ray parenchyma) がある（図4）。

## 一次篩部と二次篩部
篩部は、形成される場所に応じて一次篩部と二次篩部に分けられる。一次篩部はさらに原生篩部と後生篩部に分けられる。二次篩部を形成するほとんどの植物（種子植物）では、二次篩部は維管束形成層の外側に形成される。

### 一次篩部
頂端分裂組織（シュート頂分裂組織と根端分裂組織）に由来する前形成層 (procambium) から形成される篩部は、一次篩部 (一次師部、いちじしぶ、primary phloem) とよばれる。一次篩部は、ふつう一次木部の間（図5a）や外側（図5b）に位置するが、篩部が木部を取り囲んでいる例もある（図5c）。全ての維管束植物は一次篩部をもつが、二次成長を行う木本植物では、二次篩部の発達と共に一次篩部は破壊されていく。一次篩部は、同じく前形成層から形成された一次木部とともに一次維管束（いちじいかんそく、primary vascular bundle）という。
一次篩部のうち、最初に分化する部分を原生篩部 (原生師部、げんせいしぶ、protophloem)、その後に分化する部分を後生篩部 (後生師部、こうせいしぶ、metaphloem) と呼ぶ。後生篩部が発達するタイミングは成長の後期、例えば節間成長が停止してからである。原生木部・後生木部とは異なり、原生篩部・後生篩部の境界は必ずしも明瞭ではない。一般的に、後生篩部のほうが太くて長い。一方、原生篩部の篩要素はきわめて細く、周囲の組織により破壊されるため機能を果たす期間も短い。また原生篩部の篩管には伴細胞が見られないことが多い。

### 二次篩部
茎や根において、一次篩部と一次木部の間に生じた分裂組織である維管束形成層（単に形成層とよばれることも多い）から形成された篩部は、二次篩部（二次師部、にじしぶ、secondary phloem; 次生篩部、じせいしぶ; 第二期篩部、だいにきしぶ）とよばれる。二次篩部は、維管束形成層の外側に付加されていく（図6）。維管束形成層による二次成長を行う植物（いわゆる木本植物）は二次篩部をもち、このような植物では二次篩部は樹皮の内層に位置する。生物学における靭皮（じんぴ、bast）は、二次篩部のことを意味する。二次篩部では、一次篩部にくらべて構成要素が放射方向に整然と並んでいる傾向があり、また篩要素が短く密度が高い。
形成層は篩部を外側に形成するが、木本植物の円周は二次木部の付加成長により拡大してゆく。そのため前に作られた篩部は内側の二次木部の蓄積に伴って構造を保てなくなり、破壊されて二次篩部に置き換わってゆく。二次篩部のそれぞれの篩要素が機能するのは短期間であり、双子葉類では約1年とされる。そのため、二次木部の厚さが年々増加していくのに対して、二次篩部の厚さはある程度以上は変化しない。
二次木部と同様、二次篩部にも軸方向の要素（篩要素、篩部繊維、軸方向柔組織）と放射方向の要素（放射柔組織）が存在する。これらの始原細胞は維管束形成層に存在し、二次木部と共有している。そのため、二次篩部の放射組織は、維管束形成層を挟んで二次木部の放射組織と連続している（図6c）。また二次成長している茎や根は円周を増大させていくため、篩部放射組織はそれを埋めるよう細胞分裂によって外側に向かって幅広くなっていることがある（図6c）。このような放射組織は、拡張放射組織（かくちょうほうしゃそしき、dilated ray）とよばれる。

### 二次篩部の進化

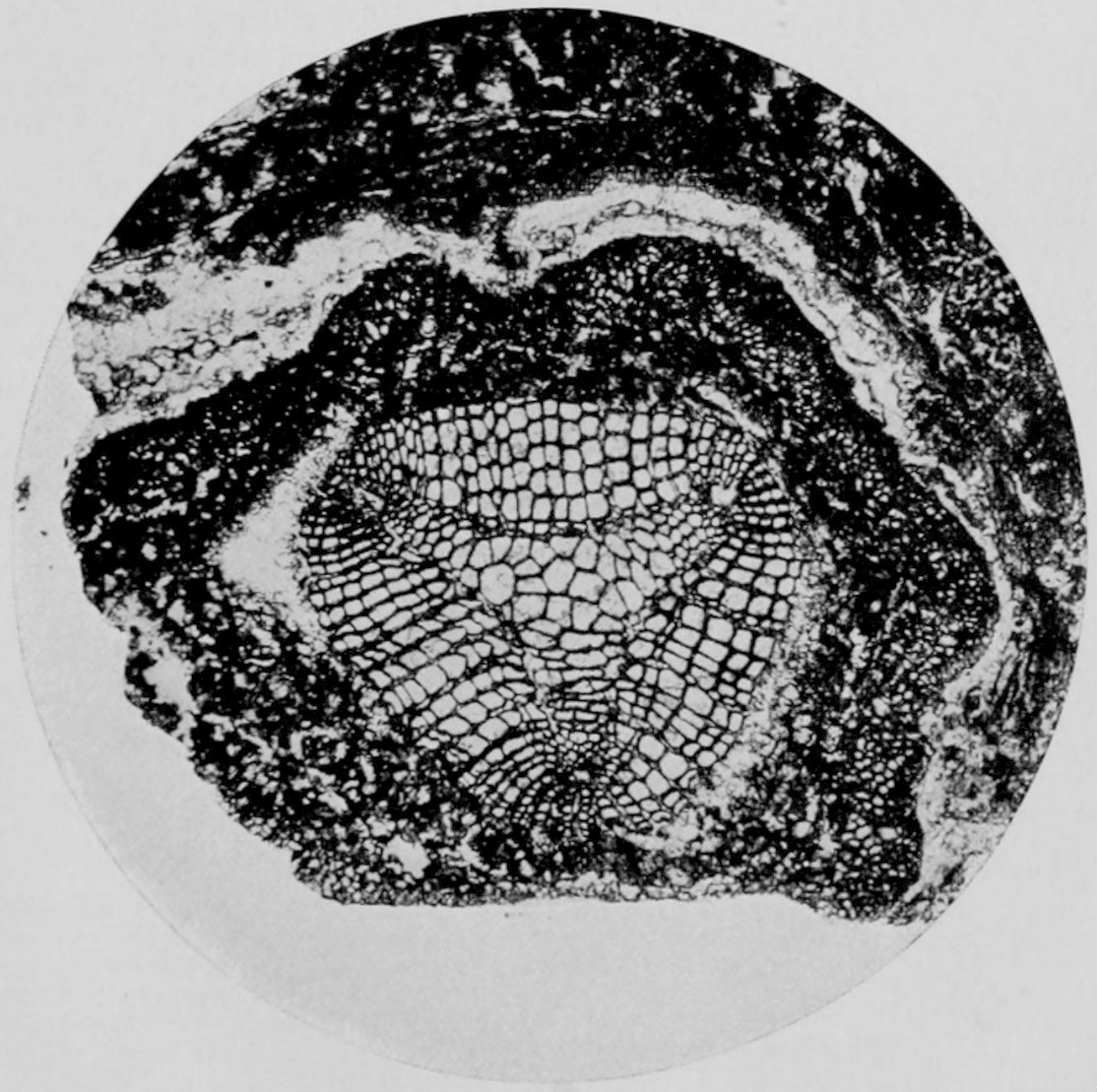
スフェノフィルムの茎の横断面切片。

形成層はすべての維管束植物が持つわけではなく、小葉植物、大葉シダ植物のハナヤスリ科とトクサ類、木質植物（前裸子植物および種子植物）で進化した。
このうち、小葉植物では化石植物であるリンボク類と現生のミズニラ科が形成層を持っているが、リンボク類が持つ形成層は片面維管束形成層であり、内側に二次木部のみを形成して二次篩部を欠いていた。一方、ミズニラ科が持つ側部維管束形成層（側部分裂組織）は、一次篩部がある内側に二次篩部細胞および、二次木部細胞に分化する柔細胞を交互に形成する。そのため、成熟した二次組織は二次篩部細胞、二次木部細胞、柔細胞が入り混じった「プリズム層」とよばれる二次維管束組織となる。
トクサ類のうち、化石植物であるスフェノフィルム類では、一次木部の周りに両面維管束形成層が形成され、内側に二次木部、外側に二次篩部を形成した。一方、現生のトクサ類（トクサ科）では後生木部が篩部の側面に形成される独特な維管束を持っており、両面維管束形成層を欠く。ハナヤスリ科の形成層はリンボク類のように片面で、一次篩部の内側に二次木部のみを形成し、二次篩部を欠く。

## 篩部輸送（篩部転流）

7. 篩部輸送のしくみ: 赤丸はスクロース、① ソース (source) から篩管 (sieve tube) へのスクロースの積み込み、② 浸透圧による篩管への水の流入、③ ソース側からシンク側への転流、④ 篩管からシンク (sink) へのスクロースの積み降ろし、⑤ 浸透圧による木部への水の流出

光合成によってつくられた糖は、篩部の篩要素からなる篩管や篩細胞組織を通して植物体全体に輸送される（図7）。この輸送は、篩部輸送（師部輸送、しぶゆそう、phloem transport）または篩部転流（師部転流、しぶてんりゅう、phloem translocation; または単に転流、translocation）とよばれる。篩部輸送によって運ばれる水溶液には大量の糖（主にスクロース、ときにオリゴ糖または糖アルコール）が含まれ、またアミノ酸や無機養分も含まれている。さらに植物ホルモンや伝令RNA (mRNA) も輸送され、植物体全体の情報交換の通路ともなっている。このような篩部輸送によって運ばれる液は、篩管液（師管液、phloem sap, sieve element sap）とよばれる。篩部輸送では、篩管断面積 1 cm2 あたり1時間に数グラムの物質が輸送され、また輸送速度は時速 1 m に達することがある。
木部による水や無機養分の輸送（木部輸送）が根から気孔がある部分へ向けての一方通行の輸送であるのに対して、篩部輸送の方向は時期や植物の状態によって変動する。このような篩部輸送において、篩管液を供給する側をソース (source)、篩管液を受け取る側をシンク (sink) という。同一の器官が時期によってソースとなったりシンクとなったりすることがあり、例えば貯蔵器官は光合成が活発に行われている時期にはシンクとなり、早春など活発な活動を開始する前にはソースとなる。シンクとソースの間の篩部輸送の仕組みは、基本的にシンクよりソースの方が浸透圧が高いことによって生じる水の流れであると考えられている。この仮説は圧流説 (pressure flow theory) とよばれ、エルンスト・ミュンヒ (1930) によって提唱された。ただし被子植物以外の篩部輸送（篩管ではなく篩細胞組織が用いられる）が、圧流説で説明できるか否かは明らかではない。
ソースから篩部に物質が移動することは積み込み（篩部積み込み、ローディング、phloem loading）とよばれ、篩部からシンクに物質が移動することは積み降ろし（篩部積み下ろし、アンローディング、phloem unloading）とよばれる。篩部積み込みには、シンプラスト経路（原形質連絡を通した経路）とアポプラスト経路（細胞壁など細胞膜外を通した経路）が存在し、それぞれシンプラスト型積み込みとアポプラスト型積み込みと呼ばれる。例えば原形質連絡を通じて運ばれたスクロースが中継細胞 (intermediate cell) においてオリゴ糖に変換され、オリゴ糖は大きいため葉肉細胞へは戻れず、篩管方向への輸送が促進される植物もある（ポリマートラッピング polymer trapping）。また積み込みの際には、糖の濃度が低いところから高いところへ輸送されることがあり、このような場合は能動輸送も用いられる。例えばスクロースが能動輸送によって輸送細胞 (transfer cell) に取り込まれ、これが篩管へ輸送されるものもある。積み降ろしの場合は、シンク側で糖が消費またはデンプンなどの不溶性物質に変換されているため、ふつうシンク側の方が糖濃度が低くなっている。
篩部を通した電気的なシグナルの伝達も知られている。植物体のある部分で生じた電気刺激が篩部を通して伝達され、遺伝子発現や呼吸、光合成、植物ホルモンの量、篩部での積み降ろし（上記）などに変化を引き起こすことが報告されている。

## 篩要素の閉塞
篩管液には糖などの有機分子が豊富に含まれるため、その損失を防ぐため、篩要素が損傷を受けるとそれを塞いで損失を防ぐ必要がある。また、より長期に篩要素からの損失を防ぐ機構もあり、篩孔にカロースを蓄積する。篩管を閉塞する構造は肉状体（にくじょうたい、callus）とよばれる。
損傷した篩要素の閉塞には、P-蛋白質（P-蛋白質、P-タンパクしつ、P-protein）と呼ばれる構造蛋白質が関与している。P-蛋白質は裸子植物にはなく、単子葉類と真正双子葉類を含むほとんどの被子植物に見られる。マメ科のP-蛋白質は巨大な結晶状で、フォリゾーム (forisome) と呼ばれ、損傷や浸透圧ショックにより素早く分散して篩管を閉塞する。また、傷害誘導性カロース（wound callose）は篩孔に蓄積し、傷害を受けた篩要素を周辺の正常細胞から効果的にシールし、約20分後には完全に分離する。篩部から吸汁する昆虫による食害を受けだ場合にもカロース合成酵素遺伝子の発現が上昇し、カロースの蓄積が誘導される。

## 利用

### 繊維など
篩部繊維は、その外側に形成される皮層繊維と共に靭皮繊維 (じんぴせんい、bast fiber) とよばれ、天然繊維としてさまざまな用途に用いられている。アマ（リネン、アマ科）、アサ（麻、アサ科）、カラムシ（苧麻、イラクサ科）、ツナソ（ジュート、アオイ科）などの靭皮繊維は布や縄の原料に（図8a）、コウゾ（クワ科）やミツマタ、ガンピ（ジンチョウゲ科）の靭皮繊維は和紙や紙幣の原料に用いられる（図8b）。
パラゴムノキ（トウダイグサ科）の二次篩部に存在する乳管から分泌される乳液（ラテックス）にはさまざまなポリテルペンが含まれ、天然ゴムとして利用される。

### 飲用・食用・薬用
篩管液には糖（主にスクロース）などが含まれ、砂糖生産やアルコール飲料の原料に利用されることがある。このような目的では、サトウヤシ、ココヤシ、ナツメヤシ、コウリバヤシ、オウギヤシ、ニッパヤシなどヤシ科の植物がしばしば用いられる（図9a）。コウリバヤシからは、1日に45リットルもの篩管液が採取できる。またメキシコでは、リュウゼツラン属（キジカクシ科）の篩管液が甘味料やアルコール飲料（プルケ）の原料として古くから利用されている。
篩部には貯蔵物質（糖など）を含む柔細胞を含まれており、フィンランドなど北欧では、飢饉時にマツの靭皮（内樹皮）が救荒食物として利用されていた（図9b）。また秋田県の松皮餅もマツの靭皮を利用しており、救荒食物としてつくられたとも伝えられている。ニホンジカなど動物も、ときに木本植物の靭皮を食物として利用しており、これが林業に大きな被害をもたらすこともある。
ケイヒ（クスノキ科）、ホオノキ（モクレン科）、アカメガシワ（トウダイグサ科）、トチュウ（トチュウ科）、キハダ（ミカン科）などでは、靭皮が生薬として用いられている。またキハダの靭皮は、染料としても用いられる。

### 環状剥皮
木本植物において篩部は樹皮内層に存在するため、樹皮を環状に剥離することで篩部を断ち切ることができ、この手法は環状剥皮（環状はく皮、環状除皮、girdling, ring barking）とよばれる（図10a）。環状剥皮は林業、農業、園芸などさまざまな分野で利用される。
例えば樹幹で環状剥皮を行うことによって、その植物を枯死させることができる（巻き枯らし、巻枯らし）。ビーバーはしばしば環状剥皮を行い、移入されたアルゼンチンにおいて樹木を大規模に枯死させたことが報告されている。林業においては、間伐作業の省力化・安全化のために環状剥皮が利用されている。ただしこの作業は林内に多数の枯死木を生じさせることになり、幹折れ等による危険や枯死木を利用する害虫増加を招くことが懸念されている。また外来樹種の除去にも同様の手法が利用される。
また枝などに環状剥皮を行うと、その部分より上側に糖など同化産物が留まる。さまざまな樹種において、環状剥皮が樹勢抑制、着花促進、生理落果の抑制、果実品質の向上などに効果的であることが報告されており、ブドウ、カキ、柑橘類などでは実用化されている。また環状剥皮された部分の上で不定根形成が促進されることがあるため、林業、農業、園芸においてこれを使って栄養繁殖させることもある（取り木とよばれる）（図10b）。

## ギャラリー

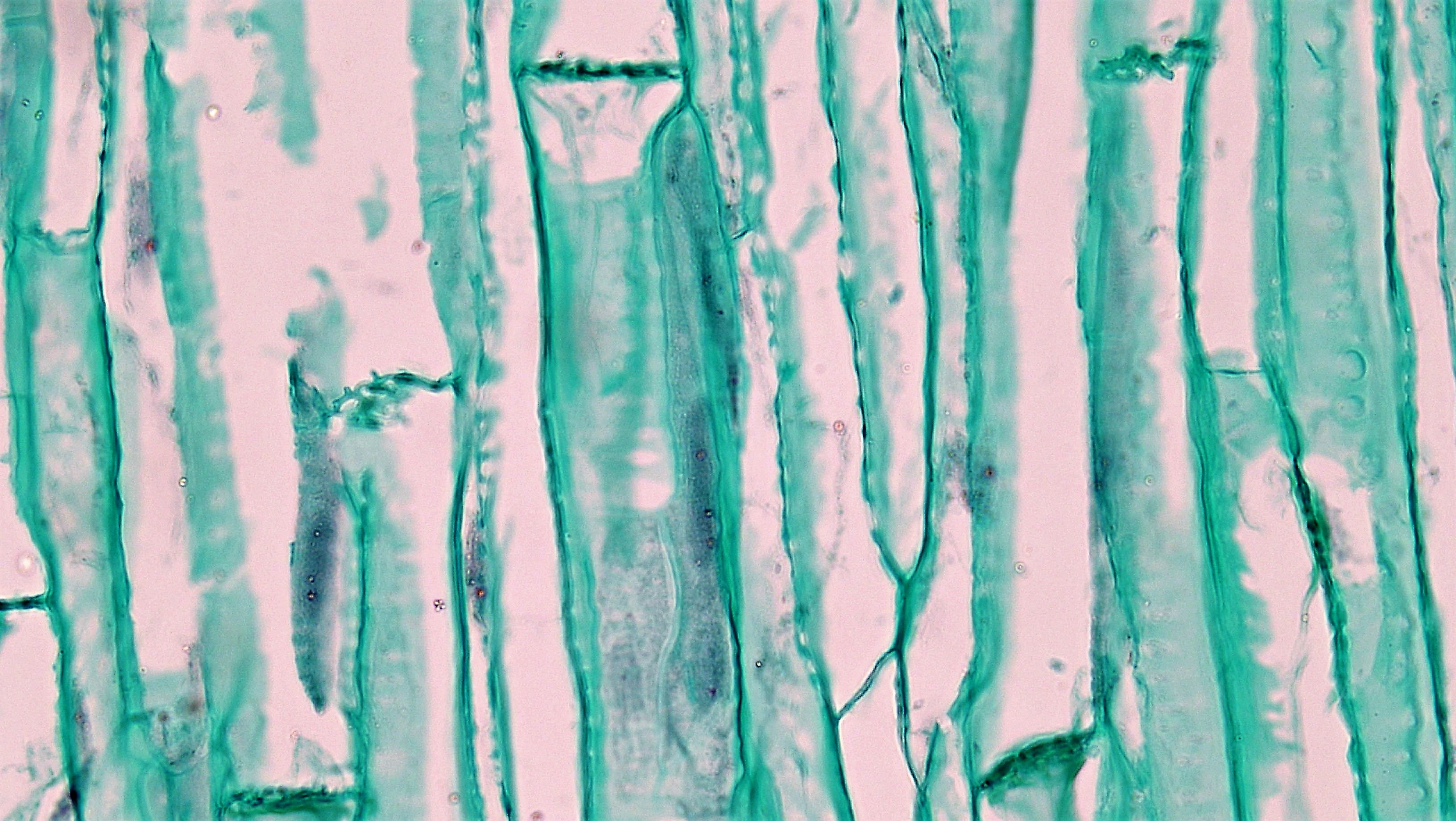
カボチャ属の篩部の縦断面であり、篩板が見える。
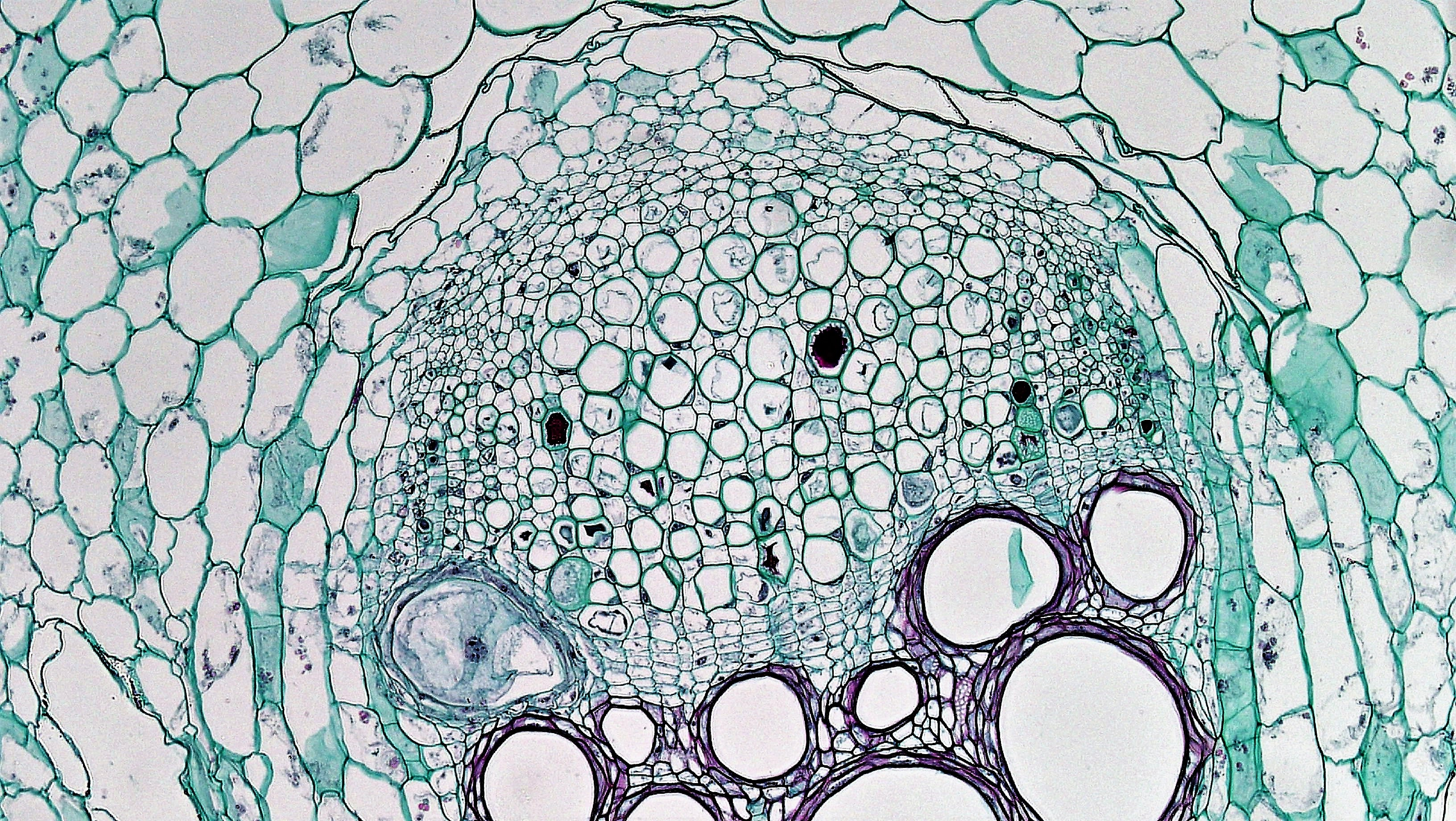
カボチャ属の篩部の横断面であり、下部が木部。
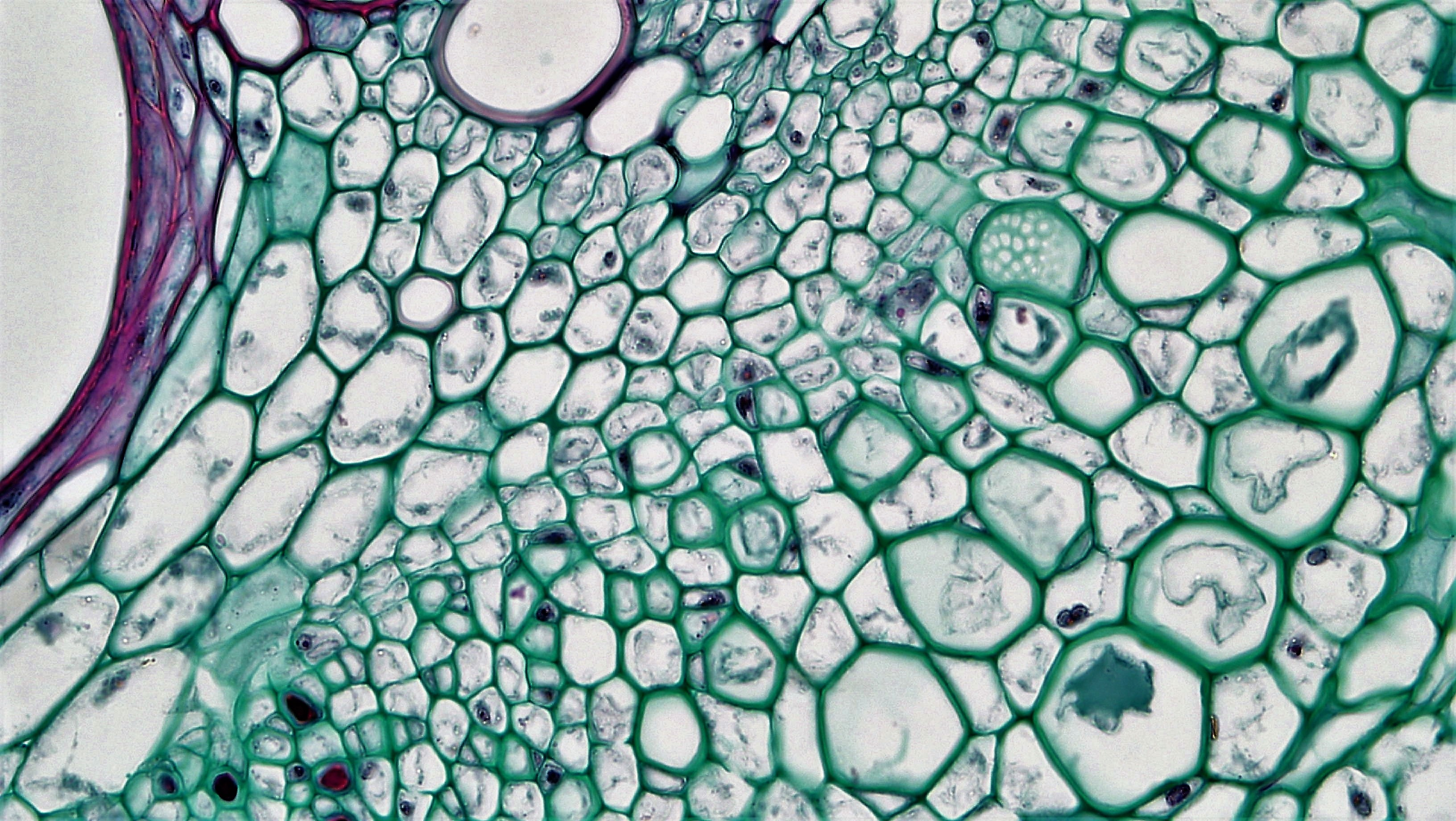
カボチャ属の篩部の横断面: 一部に篩板が見える。
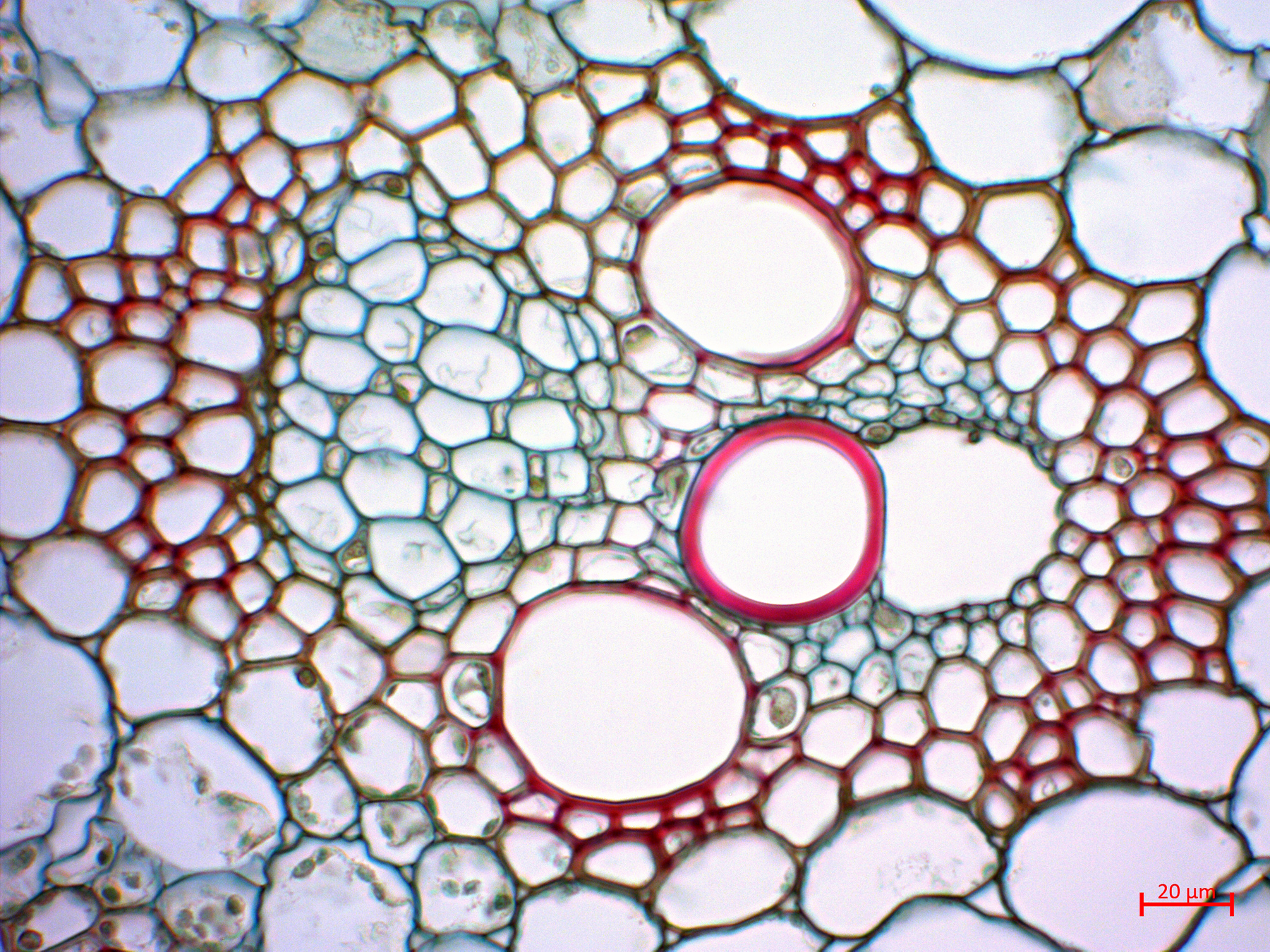
トウモロコシ（イネ科）の茎の維管束横断面: 左側に篩部（篩部繊維と篩管）が見える。
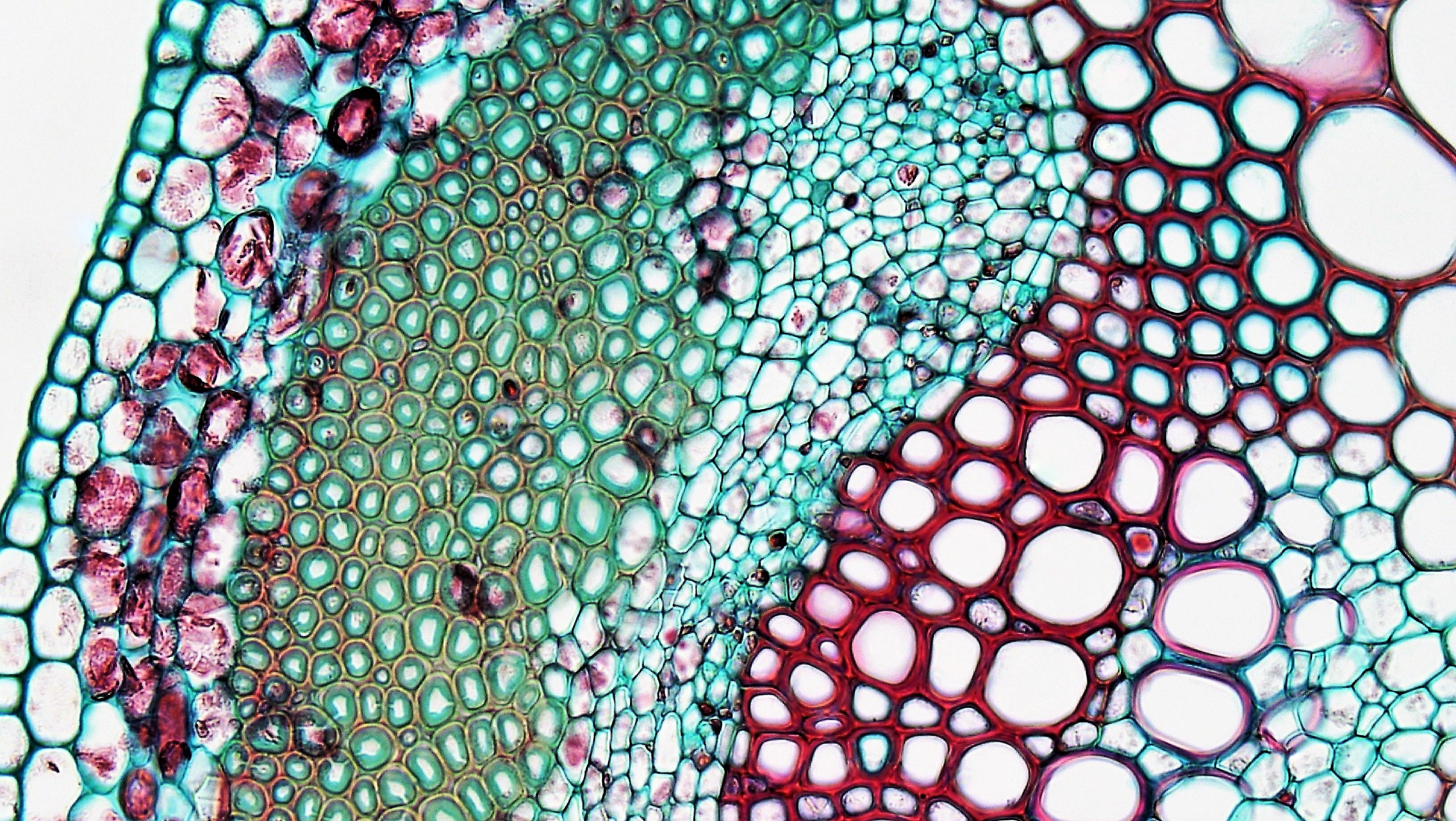
シロツメクサ（マメ科）の茎の維管束横断面: 右側の木部の左側に篩管と篩部柔細胞、その左側に篩部繊維組織がある。
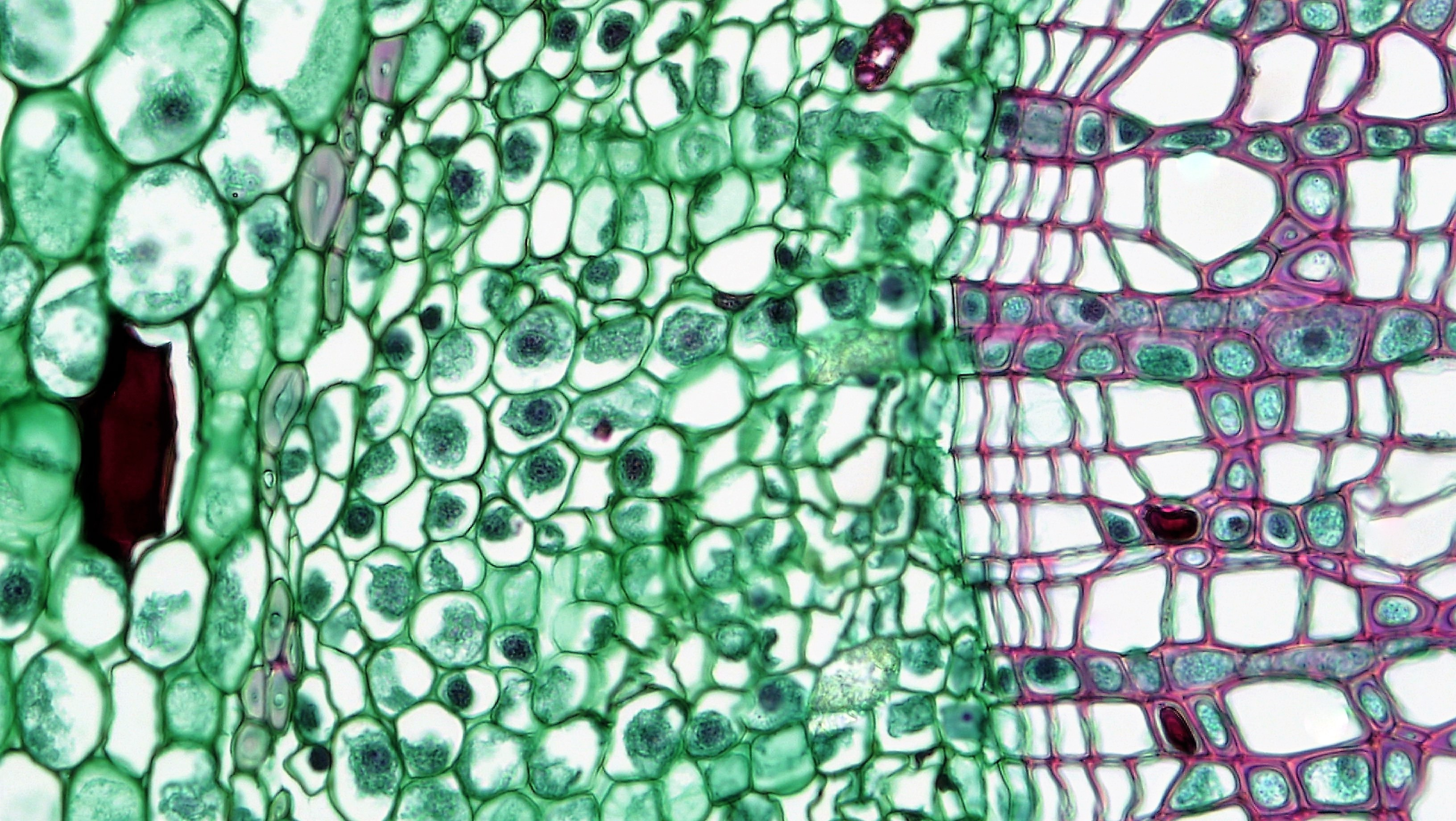
ニワトコ属（ガマズミ科）の茎の維管束横断面: 右側の赤く染色された部分が二次木部、その左側が維管束形成層を挟んで二次篩部であり、放射組織が木部から篩部まで続いている。
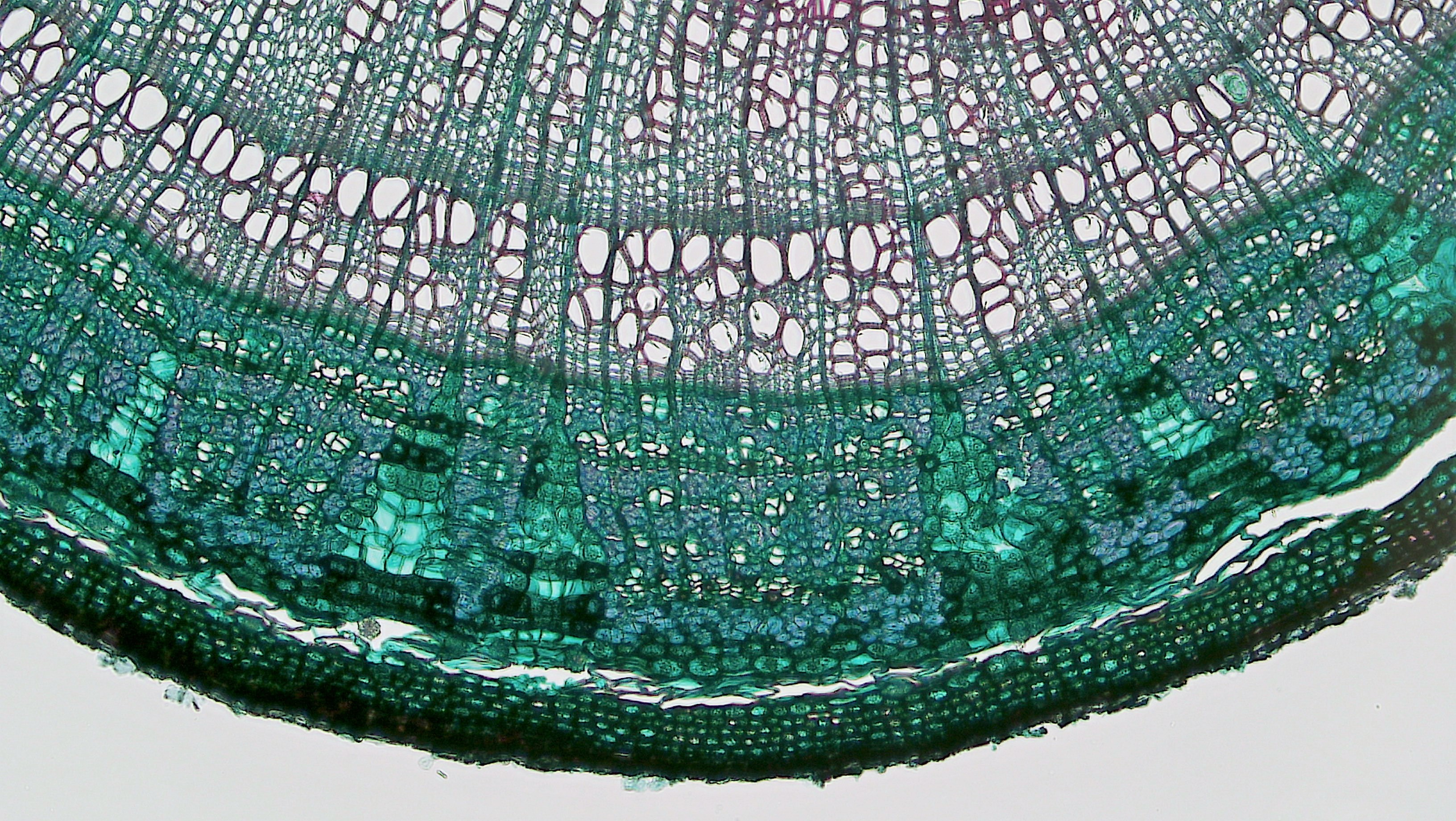
シナノキ属（アオイ科）の茎の横断面: 上部が二次木部、その外側の二次篩部は篩管と篩部繊維組織の繰り返し部分と、拡張放射組織からなる。
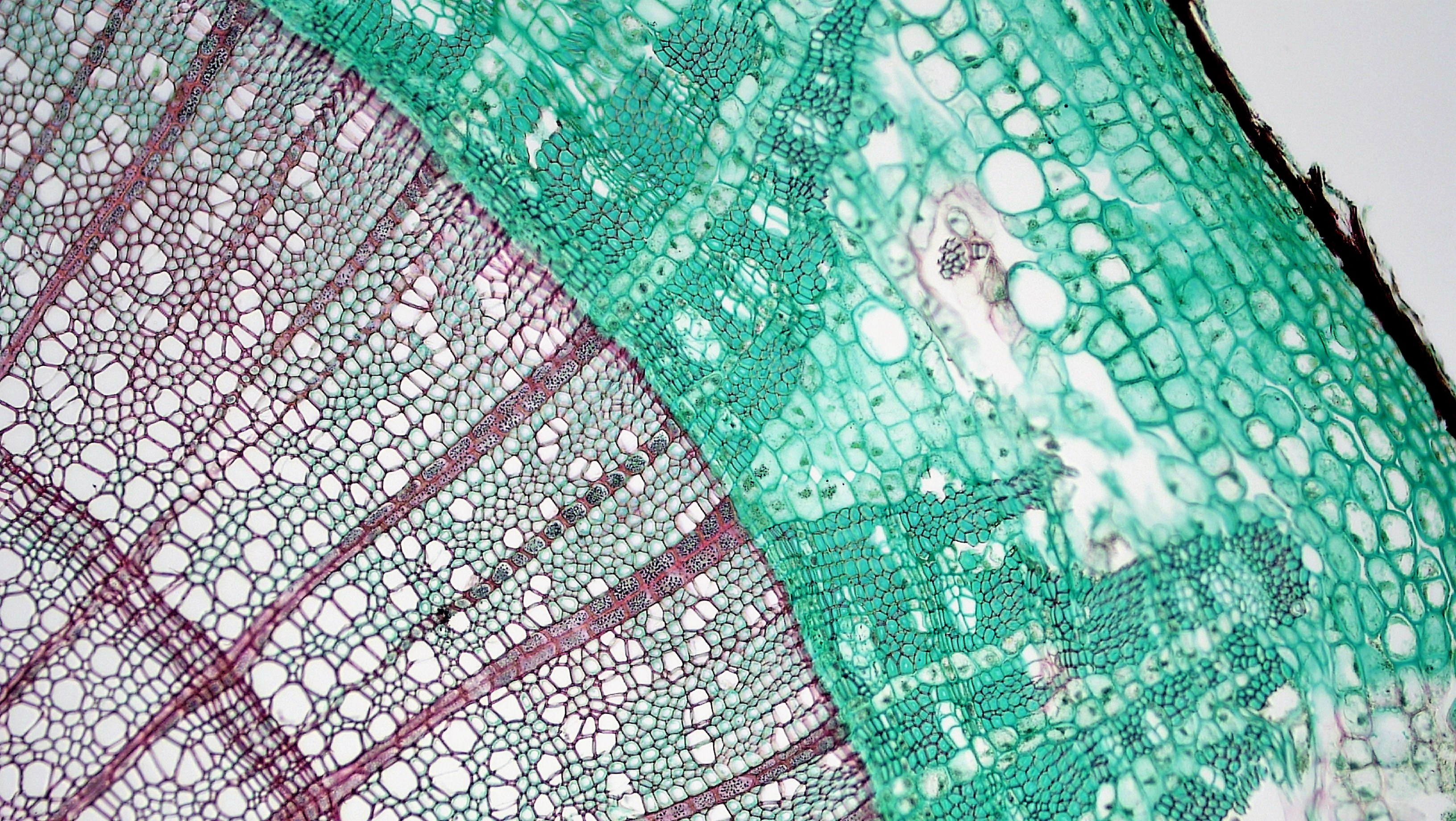
ユリノキ属（モクレン科）の茎の横断面: 左側が二次木部、その右側の二次篩部は篩管と篩部繊維組織の繰り返し部分と、拡張放射組織からなる。
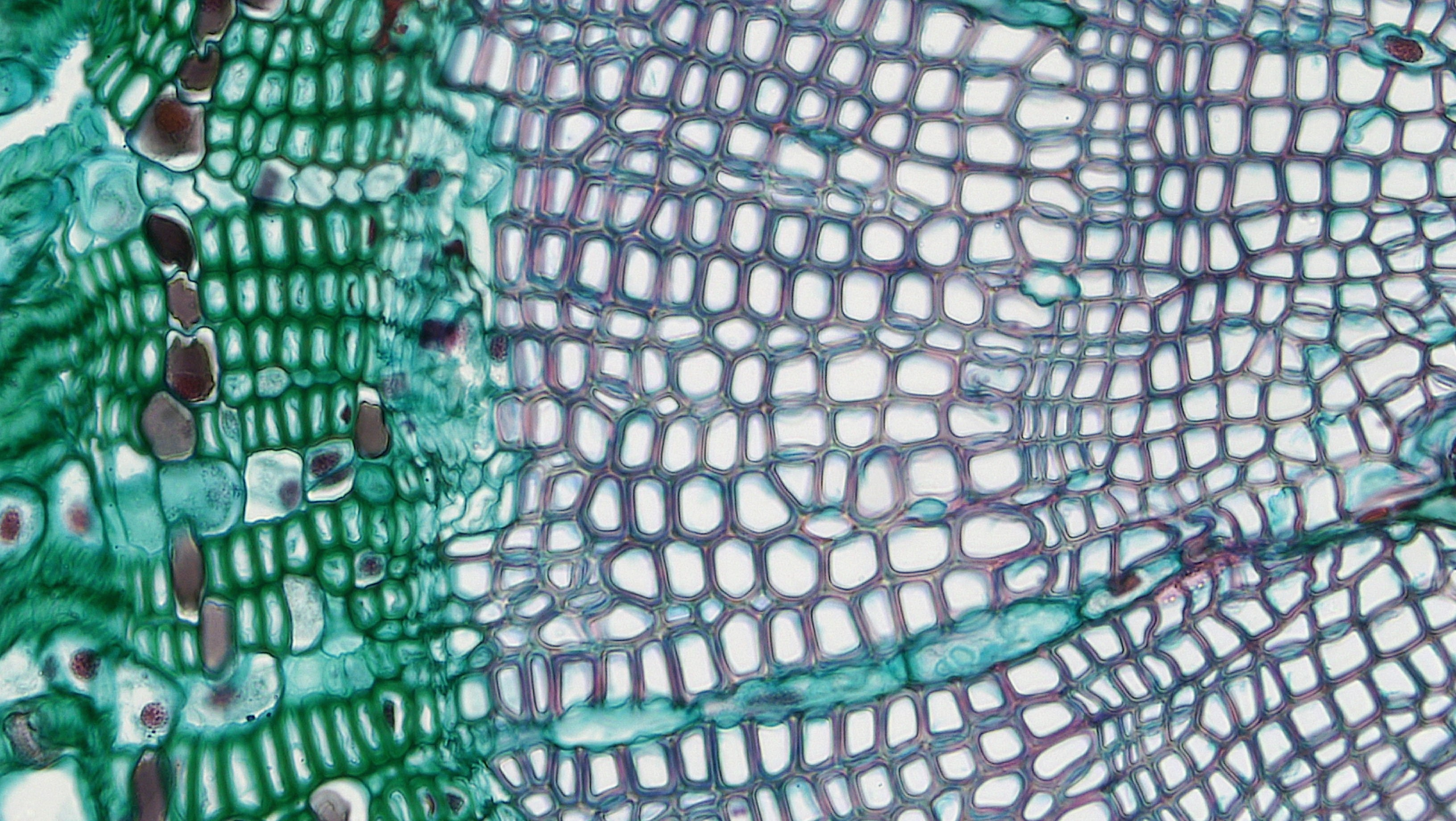
マツ属（マツ科）の茎の維管束横断面: 右側が二次木部、その左側が維管束形成層、および二次篩部であり、これらを貫通して左右に伸びる放射組織も見える。
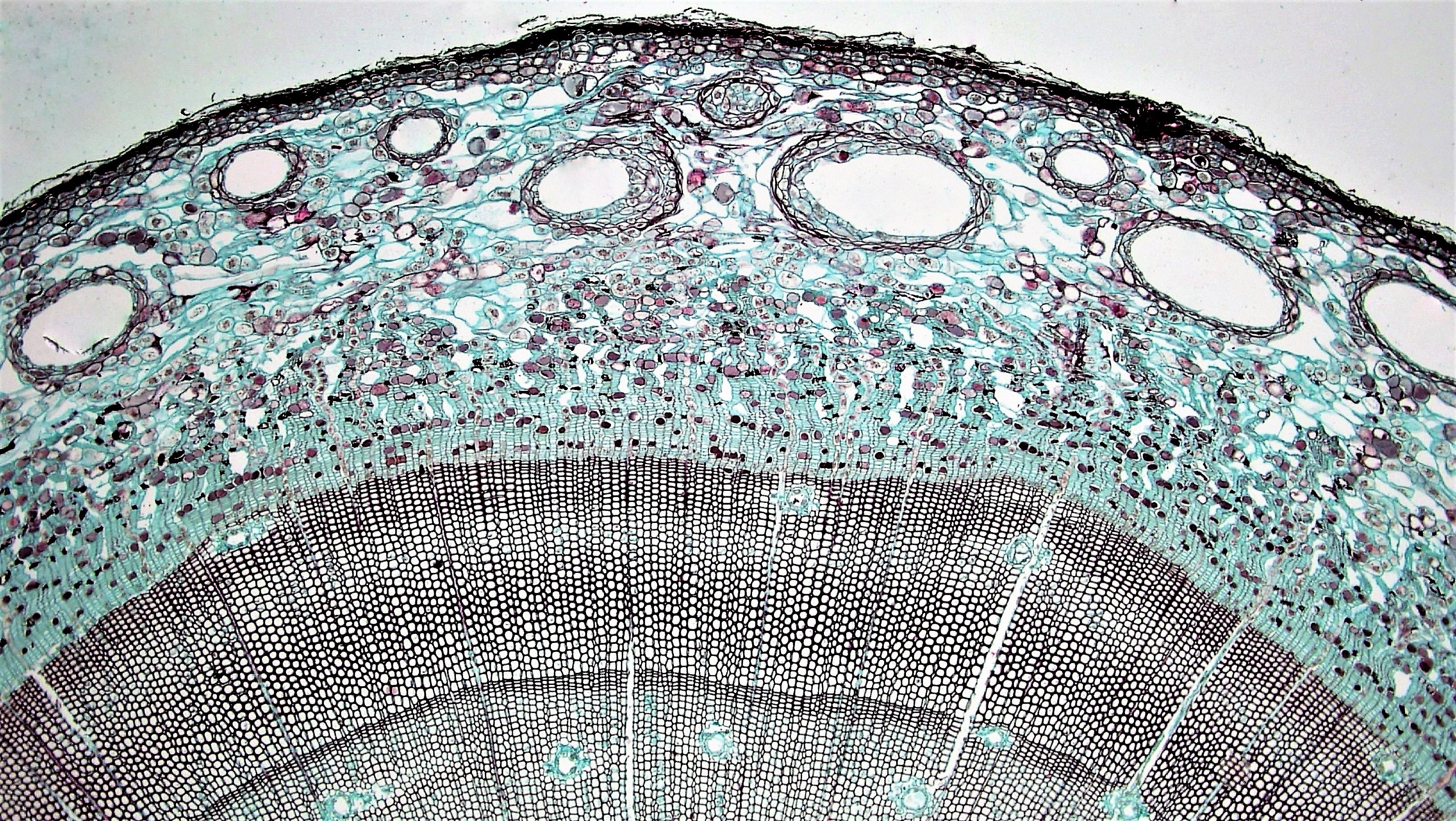
マツ属の茎の維管束横断面: 下部の厚い細胞壁からなる部分が二次木部（仮道管）、その上部に維管束形成層を挟んで二次篩部（篩細胞と柔細胞、放射組織）、その上部は皮層（樹脂道を含む）、最外層が周皮。